# Список судебных округов Зальцбурга

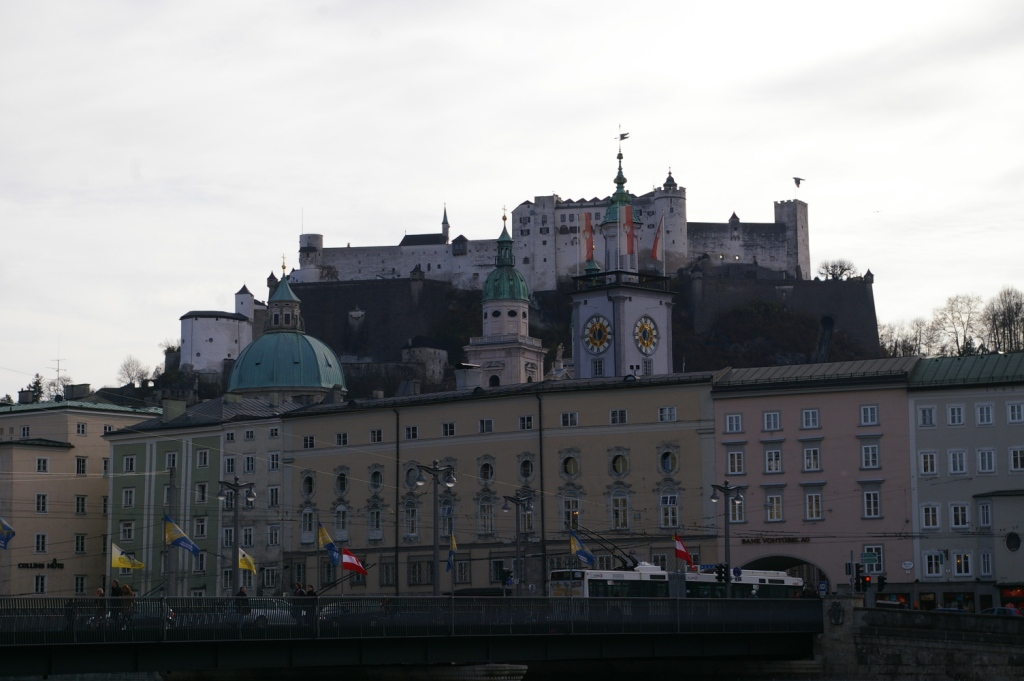
Старый город в Зальцбурге

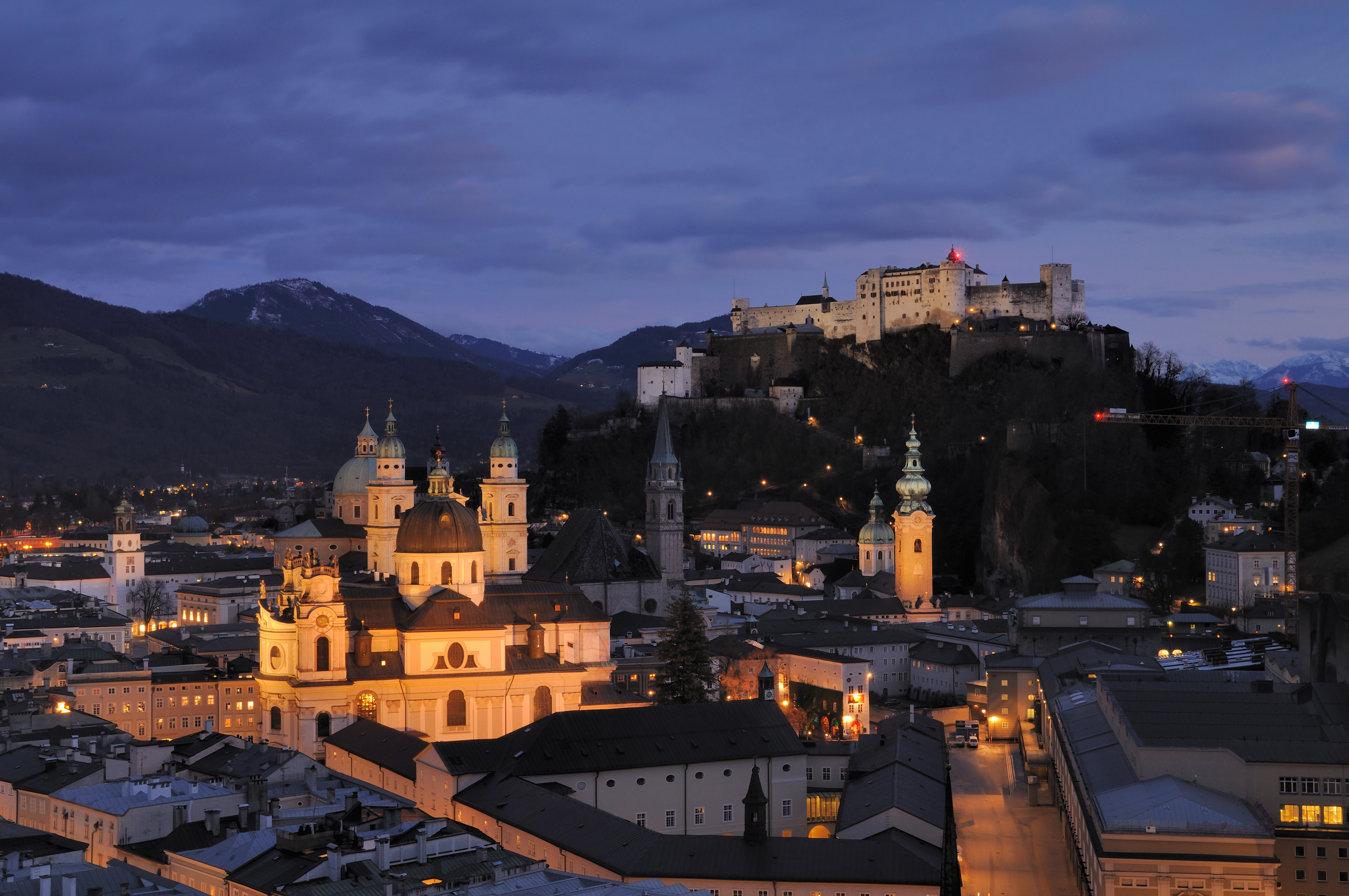
Панорама старого города в Зальцбурге

Это список юрисдикций, расположенных в федеральной земле Зальцбург. Перечислены все существующие юрисдикции, включая и бывшие судебные округа.

## История
В результате революции 1848 года в Австрийской империи, которая была направлена в первую очередь против монархического абсолютизма, одним из направлений стало также создание новых административных органов, включая и судебные округа.

### Решение о создании судебных округов
Существующие на сегодня юрисдикции относятся к 1849—1850 годам XIX века.
Постановление кайзера
На территории "Коронной земли Верхняя Австрия и Зальцбург" постановлением кайзера "Об организации судоустройства от 26.06.1849 № 289" намечалось создать 70 судебных округов (12 округов первого класса, 52 округа второго класса и 6 округов третьего класса) и три региональных суда в пяти судебных местностях во главе с Высшим земельным судом в Линце (нем. Oberlandesgericht Linz): 
- Земельный суд Зальцбурга (нем. Landesgericht Salzburg) для герцогства Зальцбург (нем. Salzburg), частей Иннкрайса (нем. Innkreis) и Хаусрукка (нем. Hausruck) Верхней Австрии;
- Земельный суд Линца (нем. Landesgericht Linz) для Мюлькрайса (нем. Mühlkreis) и оставшихся частей Иннкрайса (нем. Innkreis) и Хаусрукка (нем. Hausruck);
- Земельный суд Штайра (нем. Landesgericht Steyr) для Траункрайса (нем. Traunkreis).

В территориальной подсудности Земельного суда Зальцбурга предполагалось образовать 27 судебных округов, в том числе:
- 22 судебных округа (по данным, указанным в постановлении кайзера от 26.06.1849 № 289, их территория составляла 124,7 австрийских кв. миль, население — 147.513 человек)[2]   в пределах герцогства Зальцбург (Абтенау, Верфен, Гастайн, Голлинг, Гольдегг, Гросарль, Зальфельден, Зальцбург с 2 отделениями, Лофер, Маттзе, Миттерзилль, Ноймаркт, Вайтвёрт (ныне Оберндорф), Радштадт, Санкт-Гильген, Санкт-Иоганн, Санкт-Михаэль, Таксенбах, Тальгау, Тамсвег, Халлайн и Целль-ам-Зе);
- 5 судебных округов из Верхней Австрии (четыре из судебной местности Иннкрайс — Браунау,  Вильдсхут, Маттигхофен, Мауэркирхен и один из судебной местности Хаусрукк — Мондзе).

Решение судебной комиссии
Первоначально было постановление имперского апелляционного суда Линца от 06.05.1850 № 166, опубликованного 10 мая 1850 года об упразднении княжеских и родовых судов.
В связи c отменой предыдущих юрисдикций комиссией 4 июля 1850 года было предложено совершать судебные сделки во вновь образованных судах. Судом Высшей инстанции стал Высший земельный суд Линца (нем. Oberlandesgericht Linz), которому напрямую подчинялись три региональных суда в территориальной подсудности, ранее определённой и согласованной в 1849 году:
- Земельный суд Зальцбурга (нем. Landesgericht Salzburg),
- Земельный суд Линца (нем. Landesgericht Linz),
- Земельный суд Штайра (нем. Landesgericht Steyr).

В состав региональных судов входило 48 районных судов в Верхней Австрии и 22 районных суда в герцогстве Зальцбург. Этими 70 юрисдикциями был сформирован самый низкий уровень судоустройства на территории коронной земли Верхняя Австрия и герцогства Зальцбург.
⇑

### Формирование судебных округов
Административное и судебное устройство герцогства Зальцбург было изменено уже в 1854 году. На момент обнародования 23 февраля 1854 года Постановления Министерства внутренних дел, юстиции и финансов от 30 января 1854 года № 32, а также Указа об организации земельной комиссии от 14 марта 1854 года № 7 (20 марта 1854 года) из ранее опубликованного в 1850 году списка были исключены районные суды Гольдегг (нем. Goldegg) и Гросарль (нем. Großarl) и ликвидированы соответствующие им судебные округа. Ещё в 1850 году для города Зальцбурга и прилегающих общин были предусмотрены два районных суда:
- Зальцбург (I отделение) (нем. Salzburg I. Sektion) или просто Зальцбург для города Зальцбург;
- Зальцбург (II отделение) (нем. Salzburg II. Sektion) или Зальцбург (Умгебунг) для близлежащих окрестностей.

| Список судебных округов Зальцбурга по состоянию на 1854 год          | Список судебных округов Зальцбурга по состоянию на 1854 год | Список судебных округов Зальцбурга по состоянию на 1854 год | Список судебных округов Зальцбурга по состоянию на 1854 год | Список судебных округов Зальцбурга по состоянию на 1854 год | Список судебных округов Зальцбурга по состоянию на 1854 год | Список судебных округов Зальцбурга по состоянию на 1854 год | Список судебных округов Зальцбурга по состоянию на 1854 год | Список судебных округов Зальцбурга по состоянию на 1854 год | Список судебных округов Зальцбурга по состоянию на 1854 год |
| № п/п                                                                | Судебные округа                                             | Судебные округа                                             | Судебные округа                                             | Судебные округа                                             | Политические округа                                         | Политические округа                                         | Политические округа                                         | Политические округа                                         | Местонахождение суда                                        |
| № п/п                                                                | Название                                                    | Немецкое название                                           | Территория, австрийская кв. миля                            | Население, чел. (1851)                                      | Название                                                    | Немецкое название                                           | Территория, австрийская кв. миля                            | Население, чел. (1851)                                      | Местонахождение суда                                        |
| -------------------------------------------------------------------- | ----------------------------------------------------------- | ----------------------------------------------------------- | ----------------------------------------------------------- | ----------------------------------------------------------- | ----------------------------------------------------------- | ----------------------------------------------------------- | ----------------------------------------------------------- | ----------------------------------------------------------- | ----------------------------------------------------------- |
| 1                                                                    | Зальцбург                                                   | Salzburg I. Sektion                                         | 0,10                                                        | 14.701                                                      | Зальцбург                                                   | Salzburg                                                    | 0,10                                                        | 14.701                                                      | Зальцбург                                                   |
| 2                                                                    | Абтенау                                                     | Abtenau                                                     | 5,20                                                        | 4.915                                                       | Зальцбург-Умгебунг                                          | Salzburg-Umgebung                                           | 29,70                                                       | 60.091                                                      | Абтенау                                                     |
| 3                                                                    | Голлинг                                                     | Golling                                                     | 4,30                                                        | 5.149                                                       | Зальцбург-Умгебунг                                          | Salzburg-Umgebung                                           | 29,70                                                       | 60.091                                                      | Голлинг-ан-дер-Зальцах                                      |
| 4                                                                    | Зальцбург (Умгебунг)                                        | Salzburg II. Sektion                                        | 4,60                                                        | 13.176                                                      | Зальцбург-Умгебунг                                          | Salzburg-Umgebung                                           | 29,70                                                       | 60.091                                                      | Зальцбург                                                   |
| 5                                                                    | Маттзе                                                      | Mattsee                                                     | 1,40                                                        | 4.460                                                       | Зальцбург-Умгебунг                                          | Salzburg-Umgebung                                           | 29,70                                                       | 60.091                                                      | Маттзе                                                      |
| 6                                                                    | Ноймаркт                                                    | Neumarkt bei Salzburg                                       | 3,00                                                        | 8.992                                                       | Зальцбург-Умгебунг                                          | Salzburg-Umgebung                                           | 29,70                                                       | 60.091                                                      | Ноймаркт-ам-Валлерзе                                        |
| 7                                                                    | Оберндорф*                                                  | Oberndorf                                                   | 2.60                                                        | 7.512                                                       | Зальцбург-Умгебунг                                          | Salzburg-Umgebung                                           | 29,70                                                       | 60.091                                                      | Оберндорф-бай-Зальцбург                                     |
| 8                                                                    | Санкт-Гильген                                               | Sankt Gilgen                                                | 3,30                                                        | 2.362                                                       | Зальцбург-Умгебунг                                          | Salzburg-Umgebung                                           | 29,70                                                       | 60.091                                                      | Санкт-Гильген                                               |
| 9                                                                    | Тальгау                                                     | Thalgau                                                     | 3,40                                                        | 4.952                                                       | Зальцбург-Умгебунг                                          | Salzburg-Umgebung                                           | 29,70                                                       | 60.091                                                      | Тальгау                                                     |
| 10                                                                   | Халлайн                                                     | Hallein                                                     | 1,90                                                        | 8.573                                                       | Зальцбург-Умгебунг                                          | Salzburg-Umgebung                                           | 29,70                                                       | 60.091                                                      | Халлайн                                                     |
| 11                                                                   | Миттерзилль                                                 | Mittersill                                                  | 17,10                                                       | 8.272                                                       | Миттерзилль                                                 | Mittersill                                                  | 17,10                                                       | 8.272                                                       | Миттерзилль                                                 |
| 12                                                                   | Радштадт                                                    | Radstadt                                                    | 9,50                                                        | 7.192                                                       | Радштадт                                                    | Radstadt                                                    | 9,50                                                        | 7.192                                                       | Радштадт                                                    |
| 13                                                                   | Верфен                                                      | Werfen                                                      | 5,90                                                        | 6.242                                                       | Санкт-Иоганн-им-Понгау                                      | Sankt Johann im Pongau                                      | 21,00                                                       | 20.346                                                      | Верфен                                                      |
| 14                                                                   | Гастайн                                                     | Gastein                                                     | 5,70                                                        | 3.641                                                       | Санкт-Иоганн-им-Понгау                                      | Sankt Johann im Pongau                                      | 21,00                                                       | 20.346                                                      | Бад-Хофгастайн                                              |
| 15                                                                   | Санкт-Иоганн                                                | Sankt Johann im Pongau                                      | 9,40                                                        | 10.463                                                      | Санкт-Иоганн-им-Понгау                                      | Sankt Johann im Pongau                                      | 21,00                                                       | 20.346                                                      | Санкт-Иоганн-им-Понгау                                      |
| 16                                                                   | Санкт-Михаэль                                               | Sankt Michael im Lungau                                     | 9,10                                                        | 5.283                                                       | Тамсвег                                                     | Tamsweg                                                     | 17,60                                                       | 12.722                                                      | Санкт-Михаэль-им-Лунгау                                     |
| 17                                                                   | Тамсвег                                                     | Tamsweg                                                     | 8,50                                                        | 7.439                                                       | Тамсвег                                                     | Tamsweg                                                     | 17,60                                                       | 12.722                                                      | Тамсвег                                                     |
| 18                                                                   | Зальфельден                                                 | Saalfelden                                                  | 6,70                                                        | 5.630                                                       | Целль-ам-Зе                                                 | Zell am See                                                 | 28,40                                                       | 18.987                                                      | Зальфельден-ам-Штайнернен-Мер                               |
| 19                                                                   | Лофер                                                       | Lofer                                                       | 4,20                                                        | 2.294                                                       | Целль-ам-Зе                                                 | Zell am See                                                 | 28,40                                                       | 18.987                                                      | Лофер                                                       |
| 20                                                                   | Таксенбах                                                   | Taxenbach                                                   | 7,60                                                        | 5.237                                                       | Целль-ам-Зе                                                 | Zell am See                                                 | 28,40                                                       | 18.987                                                      | Таксенбах                                                   |
| 21                                                                   | Целль-ам-Зе                                                 | Zell am See                                                 | 9,90                                                        | 5.826                                                       | Целль-ам-Зе                                                 | Zell am See                                                 | 28,40                                                       | 18.987                                                      | Целль-ам-Зе                                                 |
| Зальцбург — Liste der Gerichtsbezirke in Salzburg                    | Зальцбург — Liste der Gerichtsbezirke in Salzburg           | Зальцбург — Liste der Gerichtsbezirke in Salzburg           | Зальцбург — Liste der Gerichtsbezirke in Salzburg           | Зальцбург — Liste der Gerichtsbezirke in Salzburg           | Зальцбург — Liste der Gerichtsbezirke in Salzburg           | Зальцбург — Liste der Gerichtsbezirke in Salzburg           | 123,40**                                                    | 142.311                                                     | Зальцбург                                                   |
| * — до 1858 года Вайтвёрт (нем. Weitwörth) ** — в оригинале — 124,40 |                                                             |                                                             |                                                             |                                                             |                                                             |                                                             |                                                             |                                                             |                                                             |

В 1867 году в результате реформы политического управления в герцогстве Зальцбург
 были образованы следующие административные единицы:
- Зальцбург с судебными округами Абтенау, Голлинг, Зальцбург, Маттзе,  Ноймаркт, Оберндорф, Санкт-Гильген, Тальгау, Халлайн;
- Санкт-Иоганн или Понгау с судебными округами Верфен, Гастайн, Радштадт и Санкт-Иоганн;
- Тамсвег или Лунгау с судебными округами Санкт-Михаэль и Тамсвег;
- Целль-ам-Зе или Пинцгау с судебными округами Зальфельден, Лофер, Миттерзилль, Таксенбах и Целль-ам-Зе.

Судебные округа Лофер, Санкт-Михаэль и Тальгау и их судебные администрации в ходе разделения политической и судебной власти упраздняют c 28 февраля 1867 года в соответствии с постановлением Высшего земельного суда Вены от 8 февраля 1867 года № 9, опубликованным 16 февраля 1867 года. Судебный округ Лофер был передан в состав районного суда Зальфельден, судебный округ Санкт-Михаэль — в состав районного суда Тамсвег, а судебный округ Тальгау — в состав районного суда Санкт-Гильген. Осенью 1869 года это постановление было отменено постановлением Министерства юстиции от 26 сентября 1869 года № 29 на основании §2 Закона от 11 июня 1868 года № 59  и районные суды были полностью восстановлены в границах, определённых Постановлением министерства внутренних дел, юстиции и финансов от 30 января 1854 года № 32, за исключением того, что община Фушль была передана из районного суда Тальгау в подчинение районного суда Санкт-Гильген.
Из состава политического округа Зальцбург (Умгебунг) 1 сентября 1896 года был выделен политический округ Халлайн с судебными округами Абтенау, Голлинг и Халлайн. В составе политического округа Зальцбург (Умгебунг) остались следующие судебные судебные округа: Зальцбург, Маттзе,  Ноймаркт, Оберндорф, Санкт-Гильген, Тальгау
⇑

### Современное положение
Первая Республика и аншлюс (1918—1945)
В соответствии с пунктом "C" постановления Федерального правительства от 23 марта 1923 года № 187  с 1 июня 1923 года были упразднены районные суды Голлинг, Лофер и Маттзе. Судебный округ Голлинг
был присоединён к районному суду Халлайн, судебный округ Лофер — к районному суду Зальфельден; политические общины Маттзе, Обертрум-ам-Зе и Шледорф судебного округа Маттзе отходили к районному суду Ноймаркт-бай-Зальцбург, а Берндорф-бай-Зальцбург и Зехам — к районному суду Оберндорф. Постановлением Федерального правительства от 18 мая 1923 года № 276 уточнялось, что точную дату в отношении упразднения районного суда Маттзе определит Федеральная канцелярия в своём постановлении, но судебный округ был также упразднён 1 июня 1923 года.
Вторая Республика
Федеральным законом от 14 декабря 1961 года № 308 с 1 февраля 1962 года был упразднён районный суд Санкт-Михаэль. Впоследствии судебный округ Санкт-Михаэль был присоединён к районному суду Тамсвег.
Постановлением Федерального правительства от 22 декабря 1970 года № 21 была установлена новая территориальная подсудность для всех районных судов федеральной земли Зальцбург. 
Последняя структурная реорганизация юрисдикций произошла в 2002÷2005 гг. В соответствии с постановлением Федерального правительства от 16 июля 2002 года № 287 были упразднены следующие районные суды (§§1,4):
- с 1 января 2003 года — Абтенау, Верфен, Гастайн, Санкт-Гильген, Таксенбах;
- с 1 января 2005 года — Миттерзилль, Радштадт.

Судебный округ Абтенау был присоединён к районному суду Халлайн; судебные округа Верфен, Гастайн и Радштадт — к районному суду Санкт-Иоганн-им-Понгау; судебный округ Миттерзилль — к районному суду Целль-ам-Зе; судебный округ Санкт-Гильген — к районному суду Тальгау. Политические общины, входившие в состав судебного округа Таксенбах, были распределены между районными судами Зальфельден и Целль-ам-Зе.
Параграфом 2 этого постановления была изменена территориальная подсудность (территориальное распределение) некоторых политических общин:
| Наименование политических общин         | Из судебного округа | В судебный округ       |
| --------------------------------------- | ------------------- | ---------------------- |
| Зехам, Маттзе, Обертрум-ам-Зе, Шледорф  | Зальцбург           | Ноймаркт-бай-Зальцбург |
| Бергхайм, Берндорф-бай-Зальцбург        | Зальцбург           | Оберндорф              |
| Копль, Ойгендорф, Плайнфельд, Эбенау    | Зальцбург           | Тальгау                |
| Зальбах-Хинтерглемм, Майсхофен, Фихофен | Целль-ам-Зе         | Зальфельден            |

Судебные округа Зальцбурга

Результаты новой территориальной подсудности (нового территориального распределения) политических общин по судебным округам приведены в §3 данного постановления.
⇑

## Судебные округа
| Список судебных округов Зальцбурга по состоянию на 1 января 2016 года                           | Список судебных округов Зальцбурга по состоянию на 1 января 2016 года | Список судебных округов Зальцбурга по состоянию на 1 января 2016 года | Список судебных округов Зальцбурга по состоянию на 1 января 2016 года | Список судебных округов Зальцбурга по состоянию на 1 января 2016 года | Список судебных округов Зальцбурга по состоянию на 1 января 2016 года | Список судебных округов Зальцбурга по состоянию на 1 января 2016 года | Список судебных округов Зальцбурга по состоянию на 1 января 2016 года | Список судебных округов Зальцбурга по состоянию на 1 января 2016 года | Список судебных округов Зальцбурга по состоянию на 1 января 2016 года |
| Судебные округа                                                                                 | Судебные округа                                                       | Судебные округа                                                       | Судебные округа                                                       | Судебные округа                                                       | Судебные округа                                                       | Вышестоящие суды                                                      | Вышестоящие суды                                                      | Вышестоящие суды                                                      | Код и название политического округа                                   |
| Кодовый номер                                                                                   | Название                                                              | Немецкое название                                                     | Дата образования                                                      | Территория, га                                                        | Население, чел. (2015.01.01)                                          | Земельный суд                                                         | Высший земельный суд                                                  | Верховный суд                                                         | Код и название политического округа                                   |
| ----------------------------------------------------------------------------------------------- | --------------------------------------------------------------------- | --------------------------------------------------------------------- | --------------------------------------------------------------------- | --------------------------------------------------------------------- | --------------------------------------------------------------------- | --------------------------------------------------------------------- | --------------------------------------------------------------------- | --------------------------------------------------------------------- | --------------------------------------------------------------------- |
| 5011                                                                                            | Зальцбург                                                             | Salzburg                                                              | 1850.07.04                                                            | 19.114,25                                                             | 187.021                                                               | Земельный суд Зальцбурга                                              | Высший земельный суд Линца                                            | Верховный суд Австрии                                                 | ↓ 501, 503                                                            |
| ↑                                                                                               | ↑                                                                     | ↑                                                                     | 1850.07.04                                                            | 6.563,63                                                              | 148.420                                                               | Земельный суд Зальцбурга                                              | Высший земельный суд Линца                                            | Верховный суд Австрии                                                 | 501 — Зальцбург (Штадт)                                               |
| ↑                                                                                               | ↑                                                                     | ↑                                                                     | 1850.07.04                                                            | 12.550,62                                                             | 38.601                                                                | Земельный суд Зальцбурга                                              | Высший земельный суд Линца                                            | Верховный суд Австрии                                                 | 503 — Зальцбург-Умгебунг                                              |
| 5022                                                                                            | Халлайн                                                               | Hallein                                                               | 1850.07.04                                                            | 66.850,74                                                             | 58.894                                                                | Земельный суд Зальцбурга                                              | Высший земельный суд Линца                                            | Верховный суд Австрии                                                 | 502 — Халлайн                                                         |
| 5031                                                                                            | Ноймаркт-бай-Зальцбург                                                | Neumarkt bei Salzburg                                                 | 1850.07.04                                                            | 24.450,12                                                             | 41.563                                                                | Земельный суд Зальцбурга                                              | Высший земельный суд Линца                                            | Верховный суд Австрии                                                 | 503 — Зальцбург-Умгебунг                                              |
| 5032                                                                                            | Оберндорф                                                             | Oberndorf                                                             | 1850.07.04                                                            | 18.180,18                                                             | 31.959                                                                | Земельный суд Зальцбурга                                              | Высший земельный суд Линца                                            | Верховный суд Австрии                                                 | 503 — Зальцбург-Умгебунг                                              |
| 5035                                                                                            | Тальгау                                                               | Thalgau                                                               | 1850.07.04                                                            | 45.297,63                                                             | 34.290                                                                | Земельный суд Зальцбурга                                              | Высший земельный суд Линца                                            | Верховный суд Австрии                                                 | 503 — Зальцбург-Умгебунг                                              |
| 5043                                                                                            | Санкт-Иоганн-им-Понгау                                                | Sankt Johann im Pongau                                                | 1850.07.04                                                            | 175.490,99                                                            | 78.874                                                                | Земельный суд Зальцбурга                                              | Высший земельный суд Линца                                            | Верховный суд Австрии                                                 | 504 — Санкт-Иоганн-им-Понгау                                          |
| 5051                                                                                            | Тамсвег                                                               | Tamsweg                                                               | 1850.07.04                                                            | 101.992,78                                                            | 20.458                                                                | Земельный суд Зальцбурга                                              | Высший земельный суд Линца                                            | Верховный суд Австрии                                                 | 505 — Тамсвег                                                         |
| 5062                                                                                            | Зальфельден                                                           | Saalfelden                                                            | 1850.07.04                                                            | 87.548,64                                                             | 34.668                                                                | Земельный суд Зальцбурга                                              | Высший земельный суд Линца                                            | Верховный суд Австрии                                                 | 506 — Целль-ам-Зе                                                     |
| 5064                                                                                            | Целль-ам-Зе                                                           | Zell am See                                                           | 1850.07.04                                                            | 176.677,63                                                            | 50.848                                                                | Земельный суд Зальцбурга                                              | Высший земельный суд Линца                                            | Верховный суд Австрии                                                 | 506 — Целль-ам-Зе                                                     |
| 5                                                                                               | Зальцбург                                                             | Зальцбург                                                             | Зальцбург                                                             | 715.602,96                                                            | 538.575                                                               | Salzburg                                                              | Salzburg                                                              | Salzburg                                                              | SS: 501; PB: 502÷506*                                                 |
| * SS — штатутарштадт (нем. Statutarstadt); PB — политические округа (нем. politischer Bezirke). |                                                                       |                                                                       |                                                                       |                                                                       |                                                                       |                                                                       |                                                                       |                                                                       |                                                                       |

Q: STATISTIK AUSTRIA. Erstellt am 1.1.2016  (нем.)
⇑

## Упразднённые судебные округа

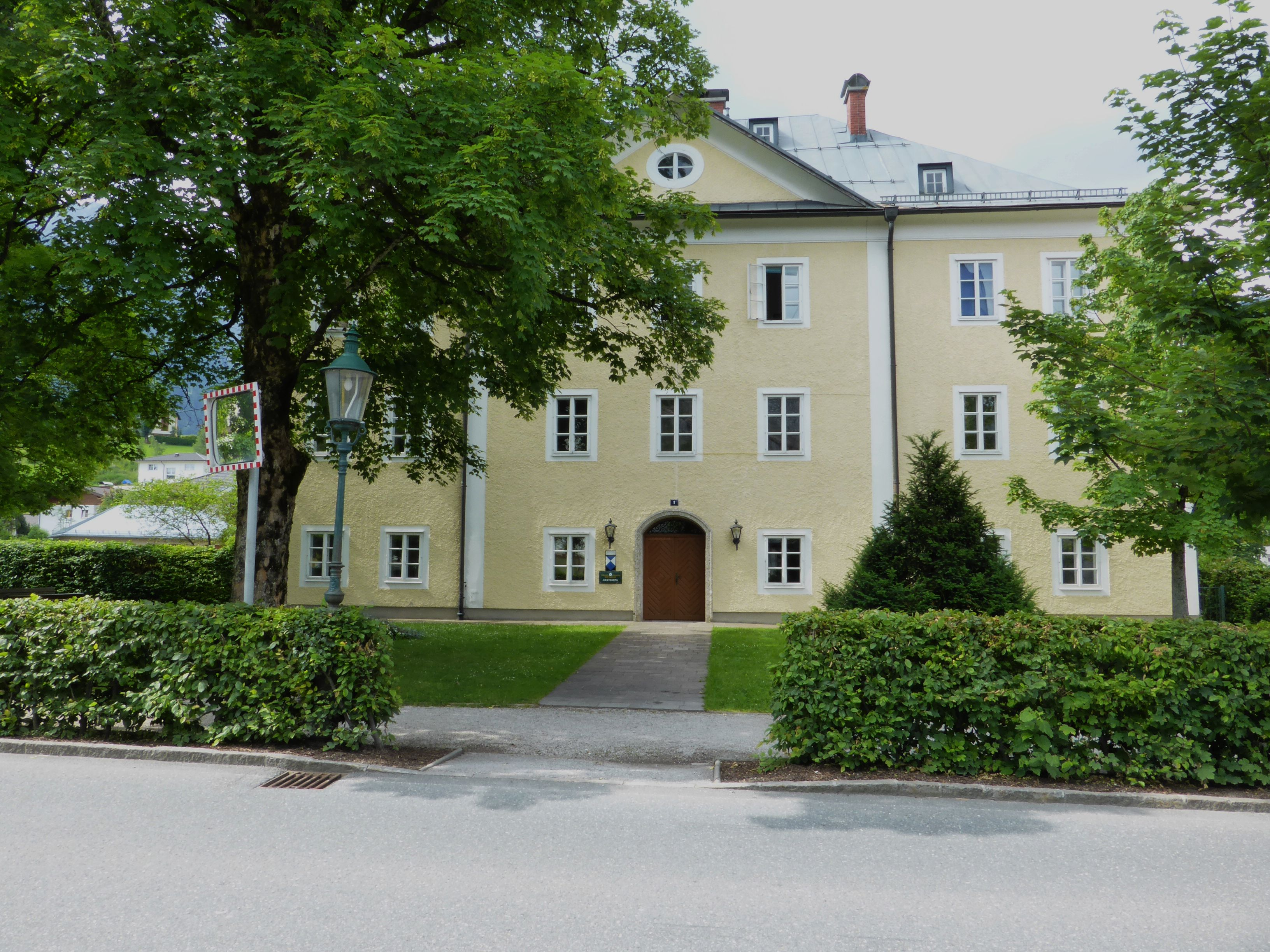
Бывший районный суд Абтенау

В данном разделе показаны все ликвидированные на текущий момент районные суды Зальцбурга, созданные в результате реформы 1849—1850гг., в разрезе политических округов, в которых они были упразднены. Для упразднённых районных судов также указаны вышестоящие земельные суды на момент их закрытия. 
| Список упразднённых судебных округов Зальцбурга по состоянию на 1 января 2016 года | Список упразднённых судебных округов Зальцбурга по состоянию на 1 января 2016 года | Список упразднённых судебных округов Зальцбурга по состоянию на 1 января 2016 года | Список упразднённых судебных округов Зальцбурга по состоянию на 1 января 2016 года | Список упразднённых судебных округов Зальцбурга по состоянию на 1 января 2016 года | Список упразднённых судебных округов Зальцбурга по состоянию на 1 января 2016 года | Список упразднённых судебных округов Зальцбурга по состоянию на 1 января 2016 года | Список упразднённых судебных округов Зальцбурга по состоянию на 1 января 2016 года |
| Кодовый номер                                                                      | Название судебного округа                                                          | Немецкое название                                                                  | Дата образования судебного округа                                                  | Дата ликвидации судебного округа                                                   | Земельный суд                                                                      | Высший земельный суд                                                               | Политический округ                                                                 |
| ---------------------------------------------------------------------------------- | ---------------------------------------------------------------------------------- | ---------------------------------------------------------------------------------- | ---------------------------------------------------------------------------------- | ---------------------------------------------------------------------------------- | ---------------------------------------------------------------------------------- | ---------------------------------------------------------------------------------- | ---------------------------------------------------------------------------------- |
| -                                                                                  | Маттзе                                                                             | Mattsee                                                                            | 1850.07.04                                                                         | 1923.06.01                                                                         | Земельный суд Зальцбурга                                                           | Высший земельный суд Линца                                                         | Зальцбург-Умгебунг                                                                 |
| 5034                                                                               | Санкт-Гильген                                                                      | St. Gilgen                                                                         | 1850.07.04                                                                         | 2003.01.01                                                                         | Земельный суд Зальцбурга                                                           | Высший земельный суд Линца                                                         | Зальцбург-Умгебунг                                                                 |
| 5033                                                                               | Зальцбург (Ланд)                                                                   | Salzburg(Land)                                                                     | 1850.07.04                                                                         | 2010.01.01                                                                         | Земельный суд Зальцбурга                                                           | Высший земельный суд Линца                                                         | Зальцбург-Умгебунг                                                                 |
| 5031                                                                               | Ноймаркт-бай-Зальцбург                                                             | Neumarkt bei Salzburg                                                              | 1850.07.04                                                                         | 2018.01.01                                                                         | Земельный суд Зальцбурга                                                           | Высший земельный суд Линца                                                         | Зальцбург-Умгебунг                                                                 |
| 5032                                                                               | Оберндорф                                                                          | Oberndorf                                                                          | 1850.07.04                                                                         | 2018.01.01                                                                         | Земельный суд Зальцбурга                                                           | Высший земельный суд Линца                                                         | Зальцбург-Умгебунг                                                                 |
| 5035                                                                               | Тальгау                                                                            | Thalgau                                                                            | 1850.07.04                                                                         | 2018.01.01                                                                         | Земельный суд Зальцбурга                                                           | Высший земельный суд Линца                                                         | Зальцбург-Умгебунг                                                                 |
| -                                                                                  | Гольдегг                                                                           | Goldegg                                                                            | 1850.07.04                                                                         | 1854.01.01                                                                         | Земельный суд Зальцбурга                                                           | Высший земельный суд Линца                                                         | Санкт-Иоганн-им-Понгау                                                             |
| -                                                                                  | Гросарль                                                                           | Großarl                                                                            | 1850.07.04                                                                         | 1854.01.01                                                                         | Земельный суд Зальцбурга                                                           | Высший земельный суд Линца                                                         | Санкт-Иоганн-им-Понгау                                                             |
| 5044                                                                               | Верфен                                                                             | Werfen                                                                             | 1850.07.04                                                                         | 2003.01.01                                                                         | Земельный суд Зальцбурга                                                           | Высший земельный суд Линца                                                         | Санкт-Иоганн-им-Понгау                                                             |
| 5041                                                                               | Гастайн                                                                            | Gastein                                                                            | 1850.07.04                                                                         | 2003.01.01                                                                         | Земельный суд Зальцбурга                                                           | Высший земельный суд Линца                                                         | Санкт-Иоганн-им-Понгау                                                             |
| 5042                                                                               | Радштадт                                                                           | Radstadt                                                                           | 1850.07.04                                                                         | 2005.01.01                                                                         | Земельный суд Зальцбурга                                                           | Высший земельный суд Линца                                                         | Санкт-Иоганн-им-Понгау                                                             |
| -                                                                                  | Санкт-Михаэль-им-Лунгау                                                            | St. Michael im Lungau                                                              | 1850.07.04                                                                         | 1962.02.01                                                                         | Земельный суд Зальцбурга                                                           | Высший земельный суд Линца                                                         | Тамсвег                                                                            |
| -                                                                                  | Голлинг                                                                            | Golling                                                                            | 1850.07.04                                                                         | 1923.06.01                                                                         | Земельный суд Зальцбурга                                                           | Высший земельный суд Линца                                                         | Халлайн                                                                            |
| 5021                                                                               | Абтенау                                                                            | Abtenau                                                                            | 1850.07.04                                                                         | 2003.01.01                                                                         | Земельный суд Зальцбурга                                                           | Высший земельный суд Линца                                                         | Халлайн                                                                            |
| -                                                                                  | Лофер                                                                              | Lofer                                                                              | 1850.07.04                                                                         | 1923.06.01                                                                         | Земельный суд Зальцбурга                                                           | Высший земельный суд Линца                                                         | Целль-ам-Зе                                                                        |
| 5063                                                                               | Таксенбах                                                                          | Taxenbach                                                                          | 1850.07.04                                                                         | 2003.01.01                                                                         | Земельный суд Зальцбурга                                                           | Высший земельный суд Линца                                                         | Целль-ам-Зе                                                                        |
| 5061                                                                               | Миттерзилль                                                                        | Mittersill                                                                         | 1850.07.04                                                                         | 2005.01.01                                                                         | Земельный суд Зальцбурга                                                           | Высший земельный суд Линца                                                         | Целль-ам-Зе                                                                        |
| 5062                                                                               | Зальфельден                                                                        | Saalfelden                                                                         | 1850.07.04                                                                         | 2017.01.01                                                                         | Земельный суд Зальцбурга                                                           | Высший земельный суд Линца                                                         | Целль-ам-Зе                                                                        |

Q: STATISTIK AUSTRIA. Erstellt am 1.1.2016  (нем.)
⇑

## Доказательства и источники
- Австрийская информационная система Rechtsinformationssystem des Bundes (RIS)  (нем.)
- Исторические законы и нормативные акты ALEX Historische Rechts- und Gesetzestexte Online  (нем.)
- Географические справочники, 1903÷1908 GenWiki  (нем.)
- Географические справочники GenWiki  (нем.)
- Австрия GenWiki  (нем.)
- Региональный научно-исследовательский портал GenWiki  (нем.)

⇑

## Внешние ссылки
- Немецко-русский переводчик, Google

## Лицензия
- Лицензия: Namensnennung 3.0 Österreich (CC BY 3.0 AT)  (нем.)